# Tribunal militar
Un tribunal militar (de vegades anomenat incorrectament cort marcial per analogia de l'anglès Court-martial i el francès Cour martiale) és la denominació usada per designar els tribunals que determinen les sancions penals aplicables als membres de les forces armades d'acord amb el Dret militar.
Pràcticament totes les forces armades tenen un sistema de tribunals militars per conèixer els casos en els quals pot haver existit un incompliment de la disciplina militar.
A més, els tribunals militars poden ser utilitzats per enjudiciar els presoners de guerra per crims de guerra. Les Convencions de Ginebra exigeixen que aquests presoners de guerra, que són processats per crims de guerra, siguin sotmesos als mateixos procediments utilitzats per als soldats de les forces armades de l'estat que els està enjudiciant. A més, la majoria de les marines de guerra tenen un tribunal militar que es convoca sempre que es perd un vaixell. Això no vol dir necessàriament sospites sobre el capità, sinó que és utilitzada per investigar les circumstàncies que van envoltar la pèrdua de la nau, que finalment puguin ser registrades en l'expedient oficial del citat funcionari. Tal és el cas de la pèrdua del creuer USS Indianapolis (CA-35) en 1945.